# هوانغ سونغ-سو
هوانغ سونغ-سو هو لاعب كرة قدم كوري شمالي في مركز الوسط، ولد في 10 يوليو 1987 في طوكيو في اليابان. شارك مع منتخب كوريا الشمالية لكرة القدم. أما مع النوادي، فقد لعب مع ثيسباكوساتسو غونما وجوبيلو إيواتا.

## وصلات خارجية
- هوانغ سونغ-سو على موقع رابطة كرة القدم اليابانية للمحترفين (اليابانية)
- هوانغ سونغ-سو على موقع قاعدة بيانات كرة القدم.إي يو (الإنجليزية)
- هوانغ سونغ-سو على موقع Soccerway.com (الإنجليزية)